# Isabella av England
Isabella av England, född 1214, död 1241, var tysk-romersk kejsarinna och drottning av Sicilien; gift 1235 med Fredrik II och kung av Sicilien.
Dotter till Johan av England och Isabella av Angoulême. Äktenskapet arrangerades som en allians mellan Fredrik och England. Efter vigseln kröntes hon direkt och mottog ett högt underhåll. Isabella tvingades av Fredrik att leva i harem enligt den sed som gällde i muslimska länder och fick bo i Noventa Padovana, där maken regelbundet besökte henne, isolerad från hovet och kontakt med det motsatta könet. Hon tilläts träffa sin bror vid hans besök på hemväg från ett korståg, men fick inte vara med på välkomstbanketten. Hon beskrivs som en skönhet. 